# Farol (envite)

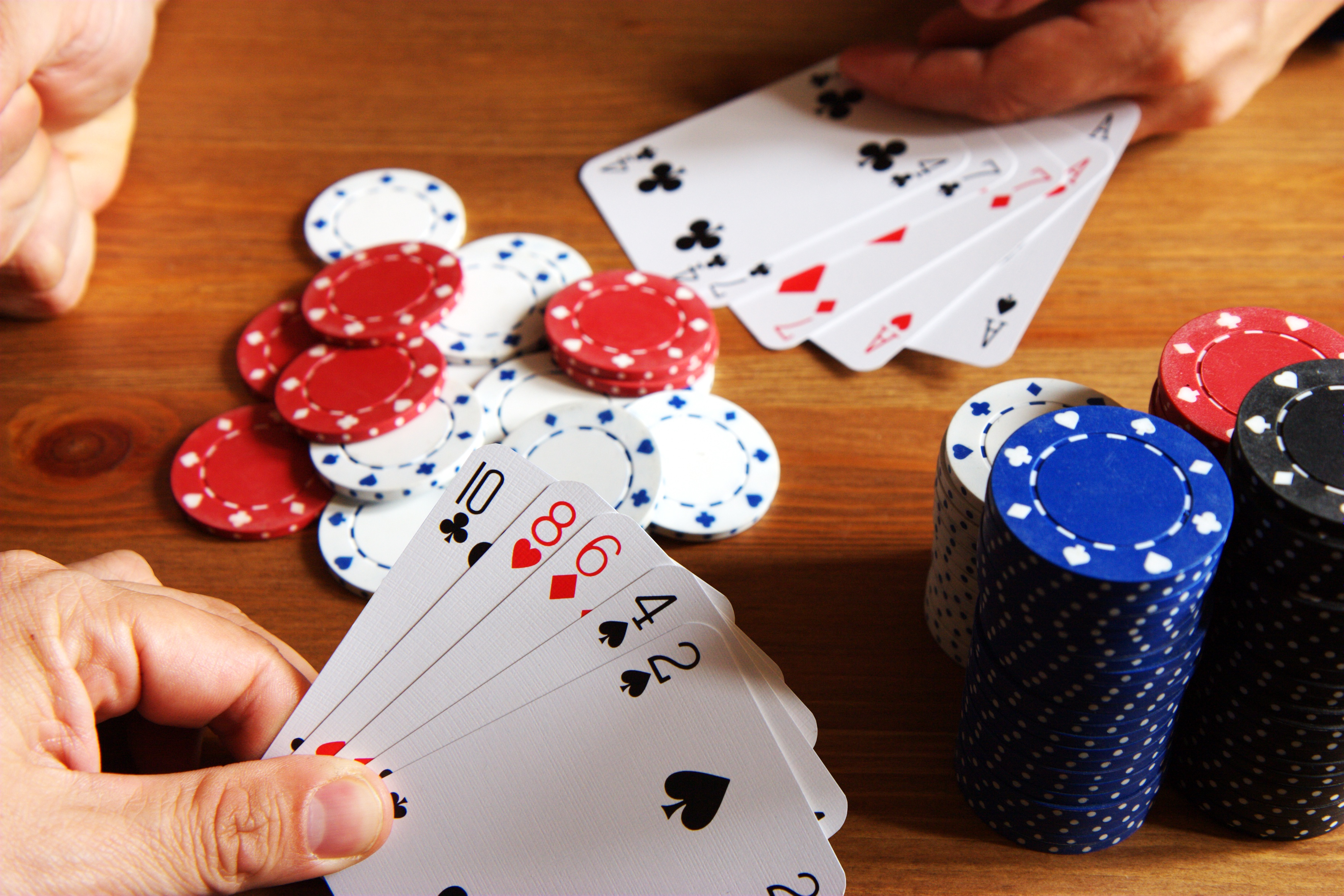
Ejemplo de Farol en una partida de póker

El farol es una estrategia empleada en diversos juegos de mesa, especialmente reconocida como parte del juego del póquer.
Se trata de una jugada falsa para acobardar o impresionar al oponente. En el juego se puede perder teniendo un juego alto, así como también se puede ganar teniendo un juego bajo, obviamente esto no es lo más probable, pero es una realidad que deriva en una de las teorías más importantes de este juego, "El Farol" o "Bluff". La acción de "Farolear" básicamente, no es más ni menos que mentir, directa o indirectamente, a quienes juegan contra nosotros en una mesa de póquer. Existen muchas maneras de mentir para provocar en los demás participantes un cambio en su comportamiento o en su forma de apostar; por ejemplo, si lo que se tiene en la mano es un juego bajo, el dinero que hay en la mesa es mucho, y se quiere ganar, la única alternativa es el farol.

## Farol
Para ello se apuesta mucho dinero, inclusive más que los demás (diciendo así que el juego es muy bueno) aceptando la posibilidad de que estés compitiendo contra otro farol de otro participante. Hacer un farol es una acción que requiere mucha valentía y mucha actitud, es una acción muy arriesgada que puede hacer perder mucho dinero, o de lo contrario también ganarla.

## Farol inverso
El farol inverso es aquel en el que un participante apuesta poco teniendo un juego muy alto. La finalidad de esta acción es simplemente mostrarse débil ante los demás participantes para tratar de que se genere un farol en los turnos que siguen después de ti, de esa manera si alguien hace un farol tu puedes responderle con lo que apostó y aún más. No es fácil dominar con éxito el faroleo, simplemente porque es una teoría bastante relativa y uno cuenta con que al menos uno de los otros jugadores tenga en su mano lo suficiente para apostar.

## Consecución y riesgos
Se debe tener en cuenta que un farol puede ser de gran éxito o un gran fracaso, haciendo un farol inverso (apostando poco teniendo un juego alto) puede que los participantes que siguen después de ti igualen tu apuesta, incluso puede ser que ni pongan lo necesario, de esa manera habrías desperdiciado un juego alto, salvo que en el pozo exista una gran suma. Haciendo un farol simple (apostando mucho teniendo un juego bajo), corres el riesgo de que los participantes que apostarán después de ti tengan un buen juego y te igualen la apuesta, de ese modo seguramente pierdas porque tu juego era bajo.
Para hacer bien un farol, se tiene que "percibir" cual es el juego promedio de la mesa, se debe prestar atención al descarte de cada jugador (analizar cuantas cartas pidieron para deducir que juego podrían tener). Se deben contar todos los factores, incluso se deben analizar a los participantes en su modo de hablar y de moverse. Toda esta información ayuda a determinar si realizar un farol en determinado momento es correcto o no.
- Datos: Q886106